# Močvirje
Močvirje je območje (biom), kjer ima podzemna voda stalen ali občasen stik s površinsko vodo, ali površinska voda zaradi geološke sestave tal ne more pronicati v tla. To je habitat, za katerega so značilne kisle kamninske podlage. Najobsežnejša močvirja se nahajajo v neotropski in tropski Afriki, v manjšem obsegu pa jih najdemo tudi drugje po svetu. Močvirja niso bogata z rastlinskimi in živalskimi vrstami, razen v tropskih predelih.

## Nastanek močvirij
Močvirja so v zgodovini običajno nastala zaradi naravnih vzrokov. Nastanejo zaradi vode, ki jo je v izobilju. Voda prihaja iz bližnjih više ležečih predelov, ali pa od podzemnih studencev, ki namakajo zemljišča, ker se voda ne more odcejati v spodnje plasti.
Močvirje lahko nastane poleg naravnih vzrokov tudi zaradi človeškega delovanja:
- Pretirana sečnja gozdov lahko povzroči, da padavinske vode zastajajo v nastalih kotanjah in omogočajo rast šotnih mahov.
- Padavinsko močvirje z več metrov visokimi vzpetinami šotnega mahu na Ljubljanskem barju je nastalo zaradi rimske uravnave poglavitne vodne žile Ljubljanice. Za varovalnimi nasipi je voda zastajala, v njej so se zarasli šotni mahovi, ki so sčasoma prerasli tedanjo raven[2].

## Prehodnost
Vzdrževanje poti skozi močvirje je bilo že od nekdaj zahtevno delo, saj jih je bilo treba graditi vedno znova. Najstarejša pota so v severnoevropskih močvirjih gradili že v železni dobi. Prve poti so bile ozke, narejene iz brun, sčasoma pa so postajale široke, narejene iz desk in bolj prevozne z varovalno ograjo. Takšne poti so običajno vodile do otoških naselbin sredi neprehodnih močvirij. Staroslovansko naselbino Sukov je s kopnim povezoval kilometer dolg leseni mostovž, zato v arheologiji prav Slovani veljajo za največje mojstre lesenih mostov.

## Razvrstitev močvirij

### Hidrološka razvrsitev
Hidrološko lahko delimo močvirja predvsem na povirna, okopnitvena, slemenska, deževnična, poplavna in pretočna močvirja. Pogoste pa so kombinacije. Slovenska visoka barja so po nastanku okopnitvena močvirja, pohorska barja pa so po nastanku slemenska, ki pa zdaj živijo kot deževnična močvirja.

#### Povirna močvirja
Povirno močvirje nastaja tam, kjer voda ob izviru zastaja. Ima prepoznavne lastnosti nizkega barja. V povirnem močvirju je voda plitva in čista, zato se tukaj rastlinstvo se razlikuje od tistega v mlaki. 
Poznamo tri vrste povirnih močvirij:
- s talnim izvorom,
- z dotokom površinske vode
- mezeča močvirja (zamok).

Moč povirnega močvirja je odvisna od moči izvira, ki ga napaja. Močvirje lahko presahne v sušnih zimskih in poletnih mesecih. Preproste živali, kot so škrgonožci in vodne bolhe, so se takim razmeram prilagodile s pomočjo pospešenega razmnoževanja.

#### Okopnitvena močvirja
To so trajno zamrznjena tla kot posledica nizkih temperatur preko vsega leta. V kratkem poletju se zgornja plast snega raztopi in voda ne more nikamor odtekati. Zato nastanejo močvirja, ki so za kmetijstvo neuporabna.

#### Slemenska močvirja
Slemensko močvirje lahko nastane na grebenu, slemenu, kjer padavine zaradi skledaste oblike terena ne morejo odtekati, zaradi neprepustnosti tal pa tudi ne prenikati v globino. Tako močvirje se lahko spremeni v visoko barje, kar pomeni, da nimajo površinskega dotoka vode in jih napaja samo deževnica.

#### Deževnična močvirja
Močvirje v katerem raste šotni mah, postaja vedno bolj kisel. Ker je zveza s podtalnico po približno pol metra na debelo naloženi šoti prekinjena, je lahko voda, ki vzdržuje pri življenju šotni mah, le izpodnebna. Rastoči šotni mahovi in njihovi ostanki vežejo nase ogromne količine vode iz vodnega obtoka. Vodo sprejme sorazmerno hitro in jo le počasi vrača v obtok. Tako vpliva tudi na okoliško podnebje. Za podobo deževničnega močvirja so značilne presenetljivo suhe vzpetine manj skrajnostnih vrst šotnega mahu, kjer so tla manj kisla in zato prekrita z vresjem in ruševjem, vodna okenca so obarvana rjavo, ki kaže na navzočnost huminske kisline.

#### Poplavna močvirja
Poplavno močvirje nastaja tam kjer zaradi slabo prepustnih tal ob večjih nalivih ali poplavah zastaja voda oz. se vlaga zadržuje v zgornjih plasteh prsti. Kjer je visoka podtalnica, je lahko prst že ob najmanjših nalivih pod vodo. Tako območje je primerno le za gozd. Če je podtalnica nižja, pa prevladujejejo travniki in pašniki.
Med poplavna močvirja uvrščamo tudi prodišča z mokrimi obrežnimi pasovi v rečnem koritu.

#### Slanovodna močvirja
Večina slanovodnih močvirij nastaja ob stiku kopnega in morja; v njih se pogosto mešata sladka in slana voda. Slana močvirja so na obrežnih ravnicah, ki so ob plimi poplavljene. Raznovrstni habitati nastajajo zlasti v deltah, v katere se na poplavnih ravninah pred izlivom razvejijo velike reke. V tropskem pasu rastejo ob obalah mangrovski močvirni gozdovi. 

### Razvrstitev glede na nastanek
Po nastanku močvirja razlikujemo:
- Prvotna - mednje prištevamo povirna, poplavna in kopneča močvirja.
- Drugotna - mednje prištevamo prenikava, ki nastajajo na povirnih in kopnečih močvirjih. Deževnična močvirja lahko nastajajo prvotno, toda običajno nastajajo drugotno na povirnih in kopnečih.
- Tretjeredna - deževnična močvirja lahko nastanejo tudi  tretjeredno na prenikavih močvirjih.

### Razvrstitev glede na prehransko vrednost
Po prehranski vrednosti, ki jo merimo z odstotkom dušika glede na kalcij (če gre za substrat), oziroma vsebnost dušika v literski enoti (če gre za vodo), ločimo:
- Oligotrofno močvirje je prehransko revno z nizko stopnjo produkcije organskih snovi s fotosintezo in vsebuje manj kot 3 % dušika.
- Mezotrofno močvirje je prehransko zmerno revno in vsebuje 3 do 4,9 % dušika.
- Evtrofno močvirje je prehransko bogato z visoko stopnjo nastajanja organskih snovi s fotosintezo in vsebuje 4 do 10 % dušika.

### Razvrstitev glede na kislost vode
Kislost vode merimo z negativnim logaritmom koncentracije vodikovih ionov. Koncentracijo ionov izražamo s pH, pri čemer je kislost tem večja, čim nižja je vrednost pH.
- Kislo močvirje ima vrednost pH do 4,8.
- Zmerno kislo močvirje ima vrednost pH pH 4,8 do 6,4.
- Bazično močvirje ima vrednost pH nad 6,5.